# チョーヒカル
チョーヒカル／趙・燁（ちょう・ひかる、1993年3月29日 - ）は、日本のアーティスト、クリエーター。東京都出身。

## 人物
両親が日本在住の中国人で、日本生まれで日本育ちの在日中国人。国籍は、中華人民共和国。武蔵野美術大学視覚伝達デザイン科卒業。UNUSUAL（非日常）ARTをテーマに掲げ、ボディペイントや衣服のデザイン、イラスト、立体、映像作品などを制作。衣服ブランドやタイツブランドとのコラボレーション、ポスター、スマートフォン向けアプリのイラストやキャラクターグッズのデザインも行っている。国籍は中国だが、中国語は話せない。
体にリアルな目や物を描くボディペイントが国際的に注目を浴び、国内外の多数のメディアで取り上げられた。
ボディペイントを始めたきっかけは、そのとき家に紙がなく、試しに自分の手に書いたところ周りの評判が良かったから。美大入学後に描いたものをTwitterで公開し注目された。

## 主な制作
- 『MAKE UP』2013年（日本カワイイ博）
  - カワイイ動画 グランプリ受賞[10]

- 『be free』2014年（アムネスティ・インターナショナル）
  - 「My Body My Rights」キャンペーンのビジュアル

- 『Super fast charging』2015年（サムスン電子）
  - Samsung Galaxy S6のプロモーションビジュアル

- 『スーパーリアリズム』2015年（ウソツキ）
  - アルバムのアートワーク全般を担当[11]
  - アルバム収録の「旗揚げ運動」ミュージックビデオのディレクション[12]

- 『サンハーラ〜聖なる力〜』 2015年 (林原めぐみ)

ジャケットの「第3の眼」のボディペイントを担当。

## 著書
- 『SUPER FLASH GIRLS　超閃光ガールズ』雷鳥社 2015年 ISBN 978-4-8441-3684-2
- 『ストレンジ・ファニー・ラブ』祥伝社 2017年 ISBN 978-4-396-79114-8
- 『絶滅生物図誌』雷鳥社 2018年 ISBN 978-4-8441-3709-2
- 『じゃない！』フレーベル館 2019年 ISBN 978-4-5770-4825-2
- 『やっぱり じゃない!』フレーベル館 2021年 ISBN 978-4-577-05004-0
- 『エイリアンは黙らない』晶文社 2022年 ISBN 978-4-7949-7296-5
- 『なにになれちゃう？』白泉社 2022年 ISBN 978-4-592-76308-6
- 『まるごとうちゅうカレー』PHP研究所 2023年 ISBN 978-4-569-88137-9
- 『あ、あな！』ポプラ社 2024年 ISBN 978-4-591-18367-0
- 『まるごとちきゅうレストラン』PHP研究所 2025年 ISBN 978-4-569-88203-1